# Total Digital Access to the League of Nations Archives Project
Total Digital Access to the League of Nations Archives Project, o LONTAD, è un progetto di larga scala per digitalizzare, preservare e garantire l'accesso online agli archivi della Società delle Nazioni. Il suo obiettivo fondamentale è la modernizzazione dell'accesso agli archivi per i ricercatori, le istituzioni educative e il grande pubblico. Il progetto risulterà in 250 terabytes di dati (circa 30 milioni di file digitali), più di 500.000 unità di metadati e la riorganizzazione e la conservazione degli archivi fisici, che corrispondono a circa 3 chilometri lineari. Il progetto è gestito dall'Institutional Memory Section (IMS) della Biblioteca dell'Ufficio Nazioni Unite a Ginevra. Iniziato nel 2017, il suo completamento è previsto per il 2022.

## L'archivio della Società delle Nazioni
L'archivio della Società delle Nazioni consiste in circa 15 milioni di pagine in un arco temporale che inizia con la nascita della Società delle Nazioni nel 1919 e si estende fino alla sua dissoluzione, iniziata nel 1946. La collezione ha sede nell'ufficio delle Nazioni Unite a Ginevra, ed è considerata una collezione storica degli Archivi delle Nazioni Unite.

## Fasi del progetto
Nell'ottica della digitalizzazione, della conservazione fisica e digitale, e dell'accesso online, il progetto è diviso in tre operazioni principali: pre-digitalizzazione, scannerizzazione e post-digitalizzazione. Ad ognuna di esse è dedicato un team specializzato.

### Pre-digitalizzazione

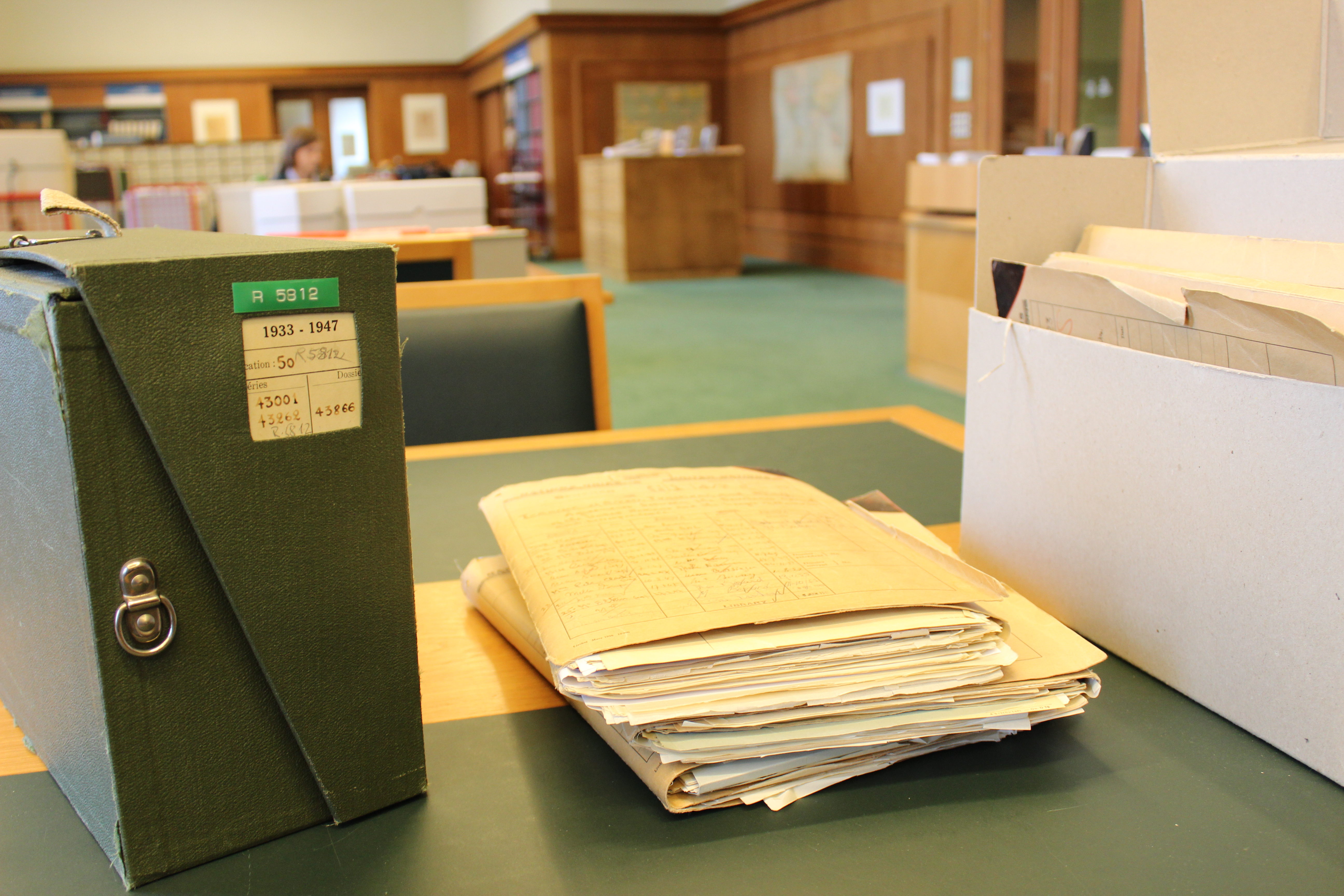
Sample boxes and documents from the League of Nations archives. The dark green box is one of many originals that will be replaced with acid-free archival boxes during pre-digitization.

Le attività di pre-digitalizzazione sono concentrate primariamente sulla preparazione fisica e il trattamento per la conservazione. Il team di pre-digitalizzazione opera riparazioni e stabilizzazioni di carta lacerata, predispone i materiali in involucri protettivi per assicurare la loro conservazione a lungo termine, e isola qualsiasi fotografia con carta fotografica protettiva. Gli archivi sono poi organizzati, ordinati e indicizzati in accordo con gli standard del progetto, e inventariati nel sistema di gestione degli archivi.

### Scansione
Il LONTAD lavora in collaborazione con una compagnia esterna specializzata nella scansione. Vengono utilizzati scanner aerei progettati per la digitalizzazione del patrimonio culturale. Sia il file principale (in formato JPEG -2000) che il file di accesso (in formato PDF), processati con tecnologia OCR, sono prodotti e consegnati al team di post-digitalizzazione.

### Post-digitalizzazione
Le attività di post digitalizzazione sono primariamente concentrate sul controllo della qualità e della creazione di metadati. Il team di post-digitalizzazione opera il controllo qualità sulle immagini scansionate e su alcuni materiali per assicurare la loro conservazione a lungo termine.
La creazione di metadati consiste nella descrizione di archivi e nell'indicizzazione. I metadati descrittivi servono come componente chiave per permettere l'accesso alla collezione digitale. Il team di post-digitalizzazione si occupa inoltre di standardizzare e documentare i processi di descrizione, e usa il metodo MoSCoW per controllare la qualità e la correttezza dei metadati. 
Il team di post-digitalizzazione assicura la pubblicazione online al sistema di accesso digitale, inserisce i file digitali nel sistema di conservazione digitale e coordina alcune delle funzioni esterne del progetto, come Twitter e il progetto mascotte Lontadinho.

## Obiettivi della ricerca
L'obiettivo del progetto LONTAD è rendere gli archivi della Società delle Nazioni più accessibile per i ricercatori. Opera in conformità con tre obiettivi di ricerca: mobilitare la conoscenza e fornire accesso globale; fornire un accesso uniforme e completo attraverso la descrizione archivistica che sia conforme con l'ISAD(G); e, attraverso la fornitura di nuovi percorsi di analisi, particolarmente nell'ottica delle digital humanities.